# ماراتن

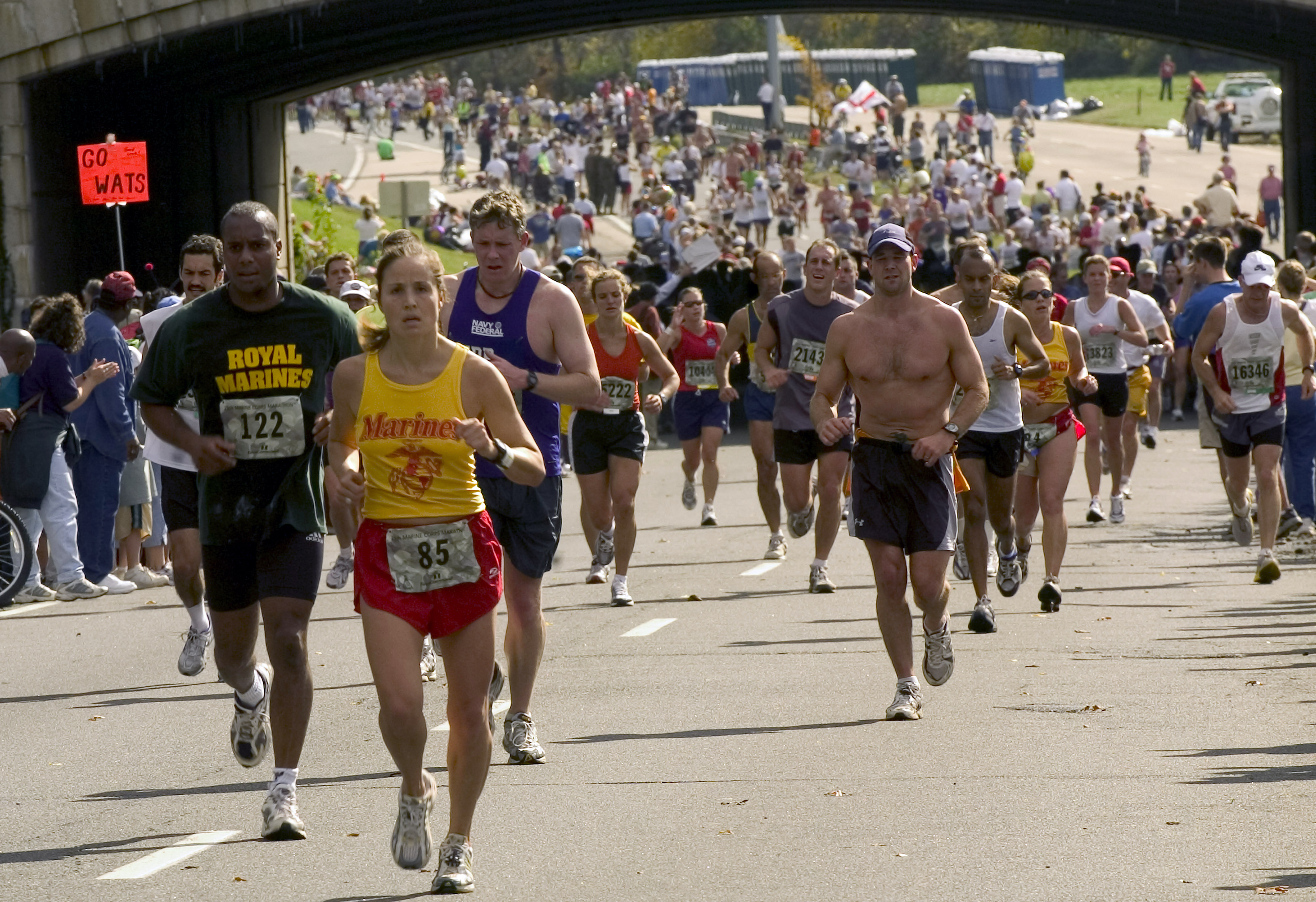
مسابقهٔ دو ماراتن

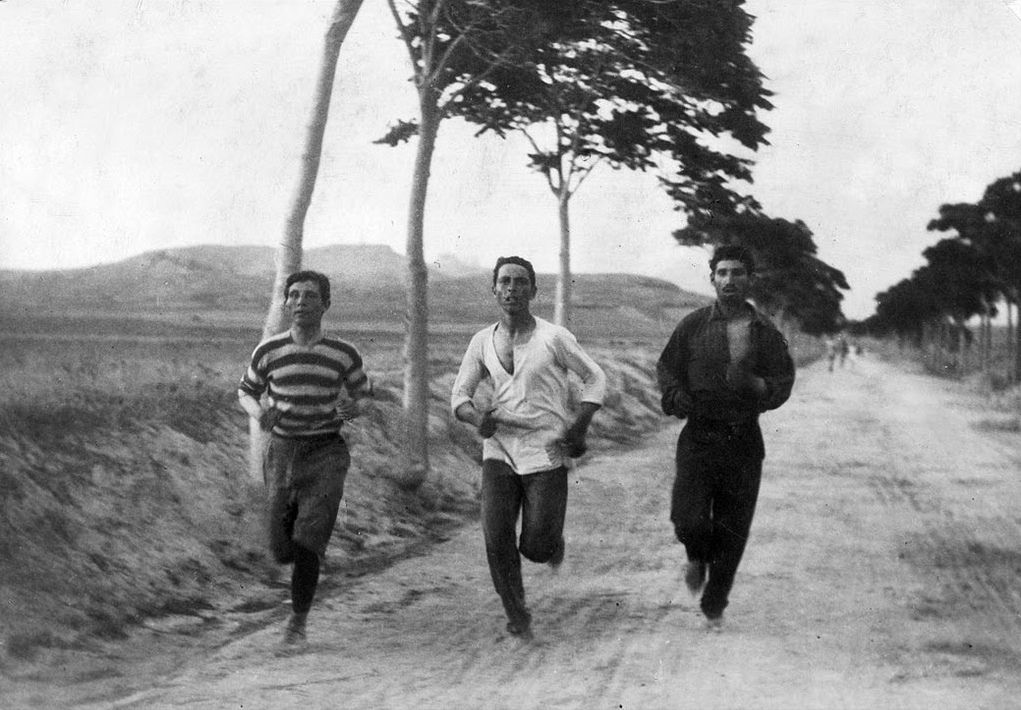
سه دونده درحال تمرین برای شرکت در المپیک ۱۸۹۶ آتن

ماراتون یا ماراتن به یونانی (μαραθώνιο)، یکی از انواع دو استقامت است که در مسافت ۴۲ کیلومتر و ۱۹۵ متر و معمولاً بر روی جاده برگزار می‌شود. نام این مسابقه برگرفته از نبرد ماراتون در یونان است. این مسابقه یکی از بخش‌های اصلیِ بازی‌های المپیک است که در تمام ادوار آن برگزار شده‌است. البته مسافت استاندارد آن در سال ۱۹۲۱ تعیین شد.
هر سال حدود ۵۰۰ مسابقهٔ ماراتون در نقاط مختلف دنیا برگزار می‌شود و اکثر شرکت‌کنندگان این مسابقات، دوندگان تفننی هستند. به‌همین‌دلیل، گاهی ده‌ها هزار دونده در این مسابقات شرکت می‌کنند. با توجه به این‌که شرایط آب‌وهوایی و جغرافیایی، مثل ارتفاع، دما و رطوبت هوا، وزش باد، و جنس و شیب جاده در این مسابقه اهمیت زیادی دارند، زمان‌های ثبت شده در این مسابقات با یکدیگر قابل مقایسه نیستند. معمولاً بهترین زمان‌ها در مسیرهای نسبتاً مسطح در نزدیکی سطح دریا با شرایط آب‌وهوایی مطلوب و کمک دونده‌های آهو ثبت می‌شوند.
رکورد جهانیِ فعلی  ۲۰۲۳مردان در این رشته متعلق به کلوین کیپتوم از کنیا با زمان ۲ ساعت ۳۵ ثانیه (سال ۲۰۲۳) و رکورد جهانیِ زنان در اختیار روث چپنتیش کنیایی با ۲ ساعت و ۹ دقیقه و ۵۶ ثانیه (سال ۲۰۲۴) است.
جوان‌ترین دونده‌ای که یک مسابقهٔ ماراتون را به‌پایان رسانده، یک پسر ۵سالهٔ هندی به نام بودیا سینگ است.

## نام
علت نام‌گذاری این دو با مسافت زیاد به «ماراتون» این بوده‌است که پس از خاتمهٔ جنگِ آتنی‌ها با سپاهیان ایران در زمان داریوش بزرگ، آتنی‌ها آنقدر از شکست نخوردن در جنگ خوشحال بودند که یکی از سپاهیان آتنی از شدت خوشحالی تمام مسافت بین دشت ماراتون (محل جنگ) تا آتن را دوید تا خبر پیروزی را بدهد، و وقتی خبر را داد، از شدت خستگی درگذشت. البته صحت این داستان در هاله‌ای از ابهام قرار دارد.